# Wilfried Nörtershäuser
Wilfried Nörtershäuser (* 1967) ist ein deutscher Physiker. Seit 2012 ist er Professor für Experimentelle Physik an der Technischen Universität Darmstadt.

## Leben
Nörtershäuser absolvierte zuerst eine Ausbildung als Chemielaborant und arbeitete danach als technischer Angestellter. Von 1990 bis 1995 studierte er Physik an der Johannes Gutenberg-Universität Mainz. Dort promovierte er 1999. Anschließend war er Postdoc am Pacific Northwest National Laboratory in den USA und wissenschaftlicher Angestellter an der Eberhard-Karls Universität Tübingen. Von 2005 bis 2011 leitete Nörtershäuser eine Helmholtz-Hochschul-Nachwuchsgruppe, welche sich mit dem Thema „Laser Spectroskopie von exotischen Atomen und hochgeladenen Ionen“ (LaserSpHERe) beschäftigte. An der Johannes Gutenberg-Universität Mainz erhielt er 2009 eine Juniorprofessur. Im Jahr 2012 wurde er Universitätsprofessor für „Experimentelle Atom- und Kernphysik radioaktiver Nuklide“ an der Technischen Universität Darmstadt.

## Wissenschaftliche Arbeit
In über 120 Veröffentlichungen beschäftigt er sich mit dem Themenspektrum Laserspektroskopie. Sein h-Index lag im Dezember 2015 bei 27.
Im Jahr 2017 gelang einem Team mit Nörtershäuser eine sehr exakte Messung von Energieniveaus von Wismut-Atomen, welches eine andere Sichtweise auf das Wechselspiel zwischen Elektron und Atomkern erschließen könnte.